# Moli Maloun
Moli Maloun (енгл. Molly Malone), poznata i kao „Školjke i dagnje” (енгл. Cockles and Mussels) ili „Na dablinskom sajmištu (pijaci)“ poznata je pesma koja je postala nezvanična himna grada Dablina.
Statuu Moli Maloun u Ulici Grafton otkrio je 1988. godine tadašnji gradonačelnik Dablina Alderman Ben Brisko tokom obeležavanja hiljadugodišnjice Dablina i tada je 13. jun proglašen za Dan Moli Maloun.
Pesma predstavlja fiktivnu priču o ženi koja je trgovala ribom na ulicama Dablina i koja je umrla mlada od groznice. Krajem XX veka pojavila se legenda da je istorijska Moli živela u XVII veku. Ona je tipično predstavljena kao piljarka tokom dana, a prostitutka tokom noći. Nasuprot tome, ona je predstavljena i kao jedna od najčednijih uličnih piljarki svoga vremena. Ne postoji nikakav dokaz da je pesma nastala na osnovu stvarne žene iz XVII veka ili iz bilo kojeg drugog perioda. Ime Moli potiče od poznate verzije imena Mari i Margaret. Ne postoje dokazi da je ijedna od mnogih Moli Maloun rođenih u Dablinu tokom nekoliko vekova povezana za događajima opisanim u pesmi. Ipak, 1988. godine Komisija obeležavanja hiljadugodišnjice Dablina prihvatila je tvrdnje o istorijskoj Mari Maloun, koja je umrla 13. juna 1699. godine i proglasila taj datum za Dan Moli Maloun. 
Ne postoji zapis pesme pre 1876. godine, kada je objavljena u Bostonu. Njeno objavljivanje u sekciji knjige pod naslovom „Pesme sa engleskih i nemačkih univerziteta” ukazivalo je na britansko poreklo. Takođe, u Londonu 1884. godine, Francis Brothers and Day publikovali su pesmu kao delo koje je napisao i komponovao Džejms Jorkston iz Edinburga, a aranžirao Edmund Forman. U londonskom izdanju stoji da je ponovo štampano uz odobrenje Kohler and Son, čime se implicira da je prvo izdanje načinjeno u Škotskoj, ali da mu se ne može ući u trag. Prema Siobhán Marie Kilfeather pesma potiče iz stilskog perioda music hall, i ne može se u potpunosti odbaciti mogućnost da je „zasnovana na starim narodnim pesmama”, jer „ni melodija, ni reči, nemaju nikakvu vezu sa irskim tradicionalnim uličnim baladama”. Ona je opisala priču o istorijskoj Moli kao „besmislicu”. Pesma je u poznatom tragi-komičnom obliku popularnom u tom periodu, verovatno pod uticajem starijih pesama slične tematike, kao što je „My Darling Clementine” od Percy Montrose, koja je napisana oko 1880. godine.

## Statua
Sećanje na Moli je monumentalizovano statuom koju je dizajnirao Džin Rinhart, a koja je otkrivena tokom proslave hiljadugodišnjice grada 1988. godine. Originalno postavljena u dnu Ulice Grafton u Dablinu, statua je kolokvijalno poznata kao „Bludnica sa kolicima“ ili „Uličarka za školjkastom (reckavom) kapom”. Statua predstavlja Moli kao bujnu mladu ženu odevenu u odeću karakterističnu za XVII vek. Statua je kasnije premeštena i sklonjena u depo zbog izgradnje novih tramvajskih šina, a 18. jula 2014. godine privremeno je izložena ispred prostorija Turističke organizacije Dablina u Ulici Safolk. Očekuje se da će biti vraćena na svoje originalno mesto krajem 2017. godine.

## Tekst

### Engleski
-{
In Dublin's fair city,
Where the girls are so pretty,
I first set my eyes on sweet Molly Malone,
As she wheeled her wheel-barrow,
Through streets broad and narrow,
Crying, "Cockles and mussels, alive, alive, oh!"
"Alive, alive, oh,
Alive, alive, oh,"
Crying "Cockles and mussels, alive, alive, oh".
She was a fishmonger,
But sure 'twas no wonder,
For so were her father and mother before,
And they wheeled their barrows,
Through the streets broad and narrow,
Crying, "Cockles and mussels, alive, alive, oh!"
(chorus)
She died of a fever,
And no one could save her,
And that was the end of sweet Molly Malone.
But her ghost wheels her barrow,
Through streets broad and narrow,
Crying, "Cockles and mussels, alive, alive, oh!"
(chorus)x2}-

## Snimljeno
Brojni izvođači snimili su neku od verzija Moli Maloun: Heino, U2, The Saturdays, Deni Kej, Pete Seeger, The Limeliters, Frank Harte, Sinéad O'Connor, Džoni Logan, Ian McCulloch, Pol Harington, Damien Leith i Burl Ives. Međutim, najpoznatiju verziju snimili su Dablinersi.